# Théorème de Sophie Germain
En théorie des nombres, Sophie Germain a démontré le théorème suivant, au cours de ses recherches sur le dernier théorème de Fermat.

Soit p un nombre premier pour lequel il existe au moins un nombre « auxiliaire », i.e. un autre nombre premier θ vérifiant les deux conditions suivantes :
1. deux classes modulo θ consécutives et non nulles ne peuvent être simultanément des puissances p-ièmes ;
2. p lui-même (modulo θ) n'est pas une puissance p-ième.

Alors, si trois entiers x, y, z vérifient xp + yp = zp, l'un au moins des trois est divisible par p2.

## Remarques
- A fortiori, l'un au moins des trois est divisible par p (c'est ce qu'on appelle le « premier cas » du dernier théorème de Fermat). C'est le plus souvent[3] sous cette forme amoindrie et parfois pire[4] que le théorème de Sophie Germain est énoncé.
- Un « auxiliaire » de p est nécessairement de la forme 2Np + 1 pour un certain entier N.
- Si p est un nombre premier de Sophie Germain, l'existence d'un θ auxiliaire est assurée : il suffit de prendre θ = 2p + 1. Mais le théorème de Sophie Germain s'applique à d'autres situations (par exemple : p = 3, θ = 13). Elle exhiba un tel θ pour tout premier p < 100, et calcula même, pour ces p, tous les entiers N ≤ 10 pour lesquels 2Np + 1 est un auxiliaire.
- Sophie Germain démontra ce théorème comme corollaire d'un autre de ses théorèmes, moins connu[2] : sous les mêmes hypothèses, l'un au moins des trois entiers x, y, z est divisible par θ. Ce résultat était bien plus crucial dans son approche du dernier théorème de Fermat : elle espérait en effet parvenir à montrer que pour une infinité de nombres premiers p, peut-être même tous sauf un nombre fini, le nombre d'auxiliaires θ est infini. Elle avait démontré que 3 n'a que deux auxiliaires : 7 et 13. Mais son « grand plan » était voué à l'échec : en 1829, Libri démontra que 3 et 4 n'ont qu'un nombre fini d'auxiliaires et affirma la même chose pour tout nombre premier plus grand, ce que Dickson confirma en 1909[5].
- L'hypothèse 1 équivaut à[6],[7] l'hypothèse 1' suivante : si xp + yp ≡ zp mod θ alors l'un au moins des trois entiers x, y, z est divisible par θ.

## Démonstration
Supposons que xp + yp = zp. Notons a = x/d, b = y/d et c = –z/d où d est le PGCD de x, y et z. Alors, ap + bp + cp = 0 et a, b, c sont premiers entre eux deux à deux. Les entiers
vérifient les identités remarquables :
- p est le seul facteur premier possible commun à b + c et A (et de même pour c + a et B et pour a + b et C) :Si un nombre premier q divise b + c et A alors, mod q, b ≢ 0 (puisque b et c sont premiers entre eux) tandis que 0 ≡ A ≡ pbp–1, donc q = p.
- a, b ou c est divisible par p :On raisonne par l'absurde en supposant qu'aucun ne l'est. D'après ce qui précède, il existe alors des entiers α, α', β, β', γ et γ' tels que

| {\displaystyle b+c=\alpha ^{p},} | {\displaystyle A=\alpha '^{p},} | {\displaystyle -a=\alpha \alpha ',} |
| {\displaystyle c+a=\beta ^{p},}  | {\displaystyle B=\beta '^{p},}  | {\displaystyle -b=\beta \beta ',}   |
| {\displaystyle a+b=\gamma ^{p},} | {\displaystyle C=\gamma '^{p},} | {\displaystyle -c=\gamma \gamma '.} |

D'après l'hypothèse 1' (équivalente à 1), on peut supposer par exemple que c est divisible par θ. Alors, θ ne divise ni α ni β (diviseurs respectifs de a et b donc premiers avec c) mais il divise 2c = αp + βp – γp donc, à nouveau d'après l'hypothèse 1', il divise γ. Donc mod θ, a + b = γp ≡ 0 et γ' p = C ≡ pap–1 ≡ pβp(p–1) si bien que p est une puissance p-ième, ce qui contredit l'hypothèse 2.
- a, b ou c est même divisible par p2 :Supposons par exemple que c'est c qui est divisible par p. L'entier w := a + b est alors divisible par p (car congru à –cp mod p d'après le petit théorème de Fermat) donc dans{\displaystyle C={\frac {a^{p}+b^{p}}{a+b}}={\frac {a^{p}+(w-a)^{p}}{w}}=\sum _{k=0}^{p-1}{p \choose k}w^{p-1-k}(-a)^{k},}tous les termes de la somme sont divisibles par p2 sauf le dernier, qui n'est divisible que par p. Comme (a + b)C est une puissance p-ième, on en déduit que a + b est divisible par pp–1. On n'a plus γ, γ' vérifiant les équations ci-dessus, mais on a encore α, α', β, β'. Comme p2 divise a + b = αp + βp – 2c, il suffit, pour prouver qu'il divise bien c, de vérifier que αp + βp est divisible par p2. Comme on sait déjà qu'il est divisible par p, c'est-à-dire (à nouveau d'après le petit théorème de Fermat) que l'entier v := α + β l'est, dans{\displaystyle \alpha ^{p}+\beta ^{p}=\alpha ^{p}+(v-\alpha )^{p}=\sum _{k=0}^{p-1}{p \choose k}v^{p-k}(-\alpha )^{k},}tous les termes de la somme sont divisibles par p2, ce qui conclut.